# سكاي ديستروير (لعبة فيديو)
لعبة سكاي ديستروير (بالإنجليزية: Sky Destroyer)‏ (باليابانية: スカイデストロイヤー) هي لعبة إلكترونية من صنف إطلاق النار ، أنتجت من قبل شركة تايتو اليابانية ، وصدرت في اليابان فقط بتاريخ 14 نوفمبر عام 1985م وتعمل لنظام نينتندو إنترتينمنت سيستم، وسربت اللعبة إلى الصين الوطنية قبل أن تصدر إلى دول العالم.

## طريقة اللعبة
تبدأ اللعبة لبطل الطيار الحربي الياباني يعمل لـقوات الدفاع الذاتي اليابانية لمهاجمة طائرات عسكرية معادية من طراز إف 6 إف هيلكات ، بالإضافة إلى ضرب السفينة المهاجمة برمي القنبلة بعدد لا تنتهي في أجواء المحيط ، بالإضافة لتفجير الجزيرة التي يقطن الأعداء ووجب عليه تدميره.